# Ospedale della Pietà
El Ospedale della Pietà fue un convento, hospicio, orfanato y escuela de música en Venecia, activo notablemente en los siglos XVII y XVIII.
Al igual que otros ospedali venecianos, la Pietà se estableció (en un lugar alejado de la Riva degli Schiavoni) como hotel para los cruzados. Cuando las Cruzadas terminaron se transformó poco a poco en una institución de caridad para los huérfanos y las niñas abandonadas.
Los bebés podían ser dejados en la Piedad a través de la scaffetta, una ventana única lo suficientemente grande como para admitir niños. No todos los niños eran del sexo femenino, ni eran necesariamente huérfanos. El compositor Antonio Vivaldi fue profesor de violín y canto de 1703 a 1715 y de 1723 a 1740.

## Historia del edificio
La construcción de la cercana iglesia de Santa Maria della Pietà se finalizó en 1761, dos décadas después de la muerte de Vivaldi. La fachada de la iglesia no se completó hasta inicios del siglo XX. Aún en nuestros días existe un centro de educación preescolar localizado en la parte trasera del edificio de la iglesia. 
Gran parte de las edificaciones de la antigua iglesia de esa ubicación fue donada al Ospedale en la década de 1720, lo que permitió que se extendieran sus actividades. A algunas de las alumnas predilectas de Vivaldi, como Anna Maria del Violino, se les concedieron habitaciones individuales en esta edificación recién adquirida.
El edificio original es actualmente un complejo de hotel-restaurante.

## Actividad musical
Durante el siglo XVII, los cuatro ospedali que quedaban fueron ganando atención a través de interpretaciones de música sacra por sus figlie di coro. La normativa para la formación de estos coros era cuidadosamente redactada y periódicamente revisada. A muchos de estos conciertos asistía un público selecto conformado por visitantes importantes. Conforme la institución comenzó a adquirir reconocimiento, comenzó a recibir bebés (no siempre legítimos) relacionados con miembros de la nobleza. En las últimas décadas de la República de Venecia (hasta 1797), también aceptó estudiantes de música adolescentes cuyos honorarios con el patrocinio de diversos dignatarios extranjeros.
La Pietà dio a luz a diversas virtuosas y varias compositoras, entre las que se encuentran Anna Bon, Vicenta da Ponte o Michielina, Santa y Agata della Pietà. La vida del exitoso figlie fue muy codiciada, existieron admiradores que hacían regalos lujosos y ofrecían periodos vacaciones en villas de toda la península itálica. La mayoría de las alumnas se quedaron en el hospicio todas sus vidas, pero, conforme la economía veneciana cayó, muchas se fueron en busca de un matrimonio. Con este fin, la institución las proveía con una pequeña dote.
Cada hospicio tenía una orquesta de entre 30 y 40 instrumentistas, todas femeninas, aunque la de la Pietà llegó a contar con 60. Competían entre sí por proclamar la mejor instrumentista de la ciudad, promocionando conciertos de gran calidad. Gracias a estas actividades proporcionaban incontables comisiones a luthiers por el mantenimiento y reparación de los instrumentos. Estos artesanos eran conocidos como "liuter del loco" y su oficio garantizaba un constante beneficio: mantener los instrumentos de una orquesta completa era una actividad costosa que requería del trabajo de más de una persona; los instrumentos debían ser recogidos, continuamente reparados por los desperfectos debidos al uso, y a veces también se necesitaba de la fábrica de nuevos instrumentos. El luthier responsable también debía reemplazar las cuerdas de la orquesta completa, mantener un libro de cuentas con todas las operaciones y emitir facturas semestrales o anuales. Estas facturas eran manuscritas por el luthier seleccionado y debían ser aprobadas por el maestro de capilla (a quienes normalmente se concedía un descuento) antes de ser pagadas por la administración del hospicio. Estos documentos suponen no sólo una valiosa fuente de información para el estudio de un autor (luthier) y su obra, sino que también proporcionan información sobra la práctica musical de los "sonadori" (instrumentistas) del momento. Además existe mucha más información que puede ser recogida a través de su estudio organológico.
El compositor Antonio Vivaldi fue contratado como profesor de violín en 1703 y desempeñó varias actividades hasta 1715, y luego desde 1723 a 1740. Compuso gran parte de su música sacra vocal e instrumental para los conciertos de la Pietà. El conservatorio de la Pietà fue el único hospicio en mantenerse activo aproximadamente hasta 1830. Todos los demás finalizaron completamente su actividad musical durante los primeros años del siglo XIX. A partir de un inventario de instrumentos datado en 1790 podemos saber que durante ese año la Pietà tenía aún "cuatro violines con arcos usados, cuatro violonchelos, siete violines, dos trompetas marinas, seis violas pequeñas, dos violas d'amore, dos mandolinas, dos laúdes, una tiorba, cuatro trompas de caza con accesorios, dos salterios con caja de resonancia, dos címbalos, tres flautas, dos salterios grandes con espinetas y seis espinetas".
Jean-Jacques Rousseau da su impresión sobre la institución en 1770, aunque esto ha sido en ocasiones generalizado para la historia del Ospedale durante todo el siglo. Después de describir cómo las instrumentistas estaban escondidas tras unas rejillas de metal, relata en sus Confesiones (1770):

Nada conozco tan voluptuoso, tan conmovedor como esta música; las maravillas del arte, el gusto exquisito de los cantos, la belleza de las voces, la exactitud de la ejecución, todo, en fin, en esos deliciosos conciertos concurre a producir una impresión que no es seguramente muy saludable, pero de que no creo que haya corazón capaz de librarse.
Jean-Jacques Rousseau

Después continúa describiendo su encuentro con las intérpretes.

## Compositores/as relacionadas con la institución
- Andrea Bernasconi.
- Gennaro D'Alessandro.
- Bonaventura Furlanetto.
- Francesco Gasparini.
- Alvise Grani.
- Antonio Gualtieri.
- Gaetano Latilla.
- Antonio Martinelli.
- Fulgenso Perotti.
- Agata della Pietà.
- Michielina della Pietà.
- Santa della Pietà.
- Giovanni Porta.
- Johann Rosenmüller.
- Giuseppe Sarti.
- Giacomo Filippo Spada.
- Antonio Vandini.
- Antonio Vivaldi.